# Validez jurídica
Se entiende como validez jurídica a la existencia específica de las normas: Decir que una norma jurídica es válida, equivale a afirmar que ella existe como tal, y que, por ello, es obligatoria, y lo es en dos sentidos; para los sujetos normativos, que deben obedecerla, y para los órganos jurisdiccionales que tienen el deber de aplicarla en sus consecuencias coactivas.
Se designa como válida una norma cuando cumple con los requisitos formales y materiales necesarios para su producción. La validez de la norma no depende sólo del acto de su promulgación y publicación, a partir del cual se declara la existencia de la norma, aunque si es uno de sus efectos. En tanto la norma debe existir jurídicamente para poder ser exigible.

## Concepto de validez
El concepto de validez de una norma jurídica es una cuestión debatida por autores como Hans Kelsen, H.L.A. Hart o Riccardo Guastini.
La Teoría Pura de Kelsen propone que el que una norma sea válida significa que tiene una existencia específica, esto es, que el sentido subjetivo de un acto se convierte en sentido objetivo para el derecho.
Hart, en tanto, tiene un significado descriptivo de validez. Para este autor, validez significa "pertenencia" al ordenamiento jurídico.
Por último, Guastini distingue validez formal y validez material. La primera se refiere a que una norma N1 es válida porque fue producida conforme a una norma N2 superior; y la validez material consiste en que una norma N1 es válida en tanto una norma N3 establece que la norma N2 es materialmente superior, y por tanto su contenido no puede ser contradicho por N1.

## Condiciones de validez
Las condiciones de validez pueden ser formales y materiales.

### Condiciones formales
En las condiciones formales, se refiere a quien realizó el acto de creación, cómo lo hizo y cuál es el objeto de regulación de la norma. Establecer lo que es posible hacer.
1. La competencia formal: que la norma haya sido creada por el órgano competente.
2. Procedimiento: la validez de la norma requiere que se observe el procedimiento establecido para la creación de normas. El acto de creación debe manifestarse de forma prescrita.
3. La competencia material: las normas no solo están vinculadas a un sujeto normativo y a un procedimiento, sino también a un cierto ámbito material de regulacion.

### Condiciones materiales
En las condiciones materiales, se refiere a lo que la norma prohíbe, manda o permite.
1. De contenido de la disposición normativa: entramos en el terreno de la interpretación. Para saber si una norma es contradictoria con lo establecido a una norma superior, hay que hacer la interpretación de las dos. Cuando la norma inferior no respeta la superior, se dice que esa norma es inválida por tener un vicio sustantivo o de contenido.

## Fundamento de validez
Es aquello que otorga validez a las normas jurídicas, permite certificar su existencia y obligatoriedad. De este modo, fundamento de validez es el que le otorga la validez, o sea, lo que permite certificar la existencia y obligatoriedad de las normas.  Existen seis visiones sobre cuál es el fundamento de validez de las normas jurídicas.

### Fundamento de validez segúnHans Kelsen
Su concepción de validez de normas jurídicas, designa la existencia de ellas y su pretensión de obligatoriedad, la cual se presenta en doble sentido: para sujetos normativos que deben obedecer aquellas normas y para los órganos jurisdiccionales que deben aplicarlas en sus consecuencias coactivas cuando no hayan sido obedecidas. Esta visión de obligatoriedad se refiere a obligación jurídica, relacionada exclusivamente con un orden jurídico positivo, sin implicación moral. El fundamento según este autor depende de que cada norma haya sido producida de acuerdo a lo establecido por una norma superior del mismo Ordenamiento jurídico, por lo tanto, se encuentra en otra norma jurídica de rango superior, que determina la creación de la norma inferior en tres aspectos:
1. Quién está facultado para crear la norma inferior.
2. Cuál es el procedimiento a seguir para la creación de la norma inferior.
3. Establece ciertos límites en cuanto al contenido de la norma inferior.

### Fundamento de validez según el criterio de los sujetos normativos
El fundamento de validez de las normas jurídicas se encuentra en el hecho de que estas sean efectivamente reconocidas y observadas como tales por los correspondientes sujetos imperados, de esta manera, para que una norma jurídica valga, es decir para que exista y obligue, tiene que acontecer un hecho bien preciso, que ratifique que la norma sea habitualmente reconocida y observada como tal al interior de la comunidad jurídica de que se trate.Para este caso una ley que aprueba el congreso , y que luego es promulgada y mandada a publicar por el Presidente de la República, no es todavía, propiamente hablando , una ley , es decir un conjunto de normas jurídicas obligatorias, sino una suerte de proyecto de ley que será definitivamente validado como ley solo cuando los correspondientes sujetos imperados lo reconozcan y obedezcan como tal A.

### Fundamento de validez según el criterio de losjueces
El tipo de fundamento de validez es el que se encuentra en el hecho de que las normas sean efectivamente aplicadas por los órganos jurisdiccionales por motivo del ejercicio de la función jurisdiccional que por mandato constitucional les está encomendada. Pero para que esto acontezca, también es necesario que una norma jurídica sea válida, pero este hecho ya no se produce mediante el reconocimiento y obediencia de la norma por parte sujetos imperados, sino por parte de la aplicación que hacen los jueces y los tribunales de justicia mediante las resoluciones y los fallos.

### Fundamento de validez como sistema mixto
Cuando hablamos que el fundamento de validez es mixto, quiere decir, que, es estrictamente necesario que tanto los sujetos imperados como los órganos jurisdiccionales deben obedecer éste. Abordaremos en primera instancia la validez, desde el punto de vista de los sujetos imperados, que tiene que ver con que ellos las reconozcan como tal. Para que la norma jurídica sea efectiva, es esencial que esta sea obedecida y aplicada y su eficacia se refiere a la finalidad de la misma, que en términos simples sería que se cumpla la conducta como debida, lo cual podemos ver de dos maneras, que se cumpla la conducta para aplicar la norma, o que no se cumpla la conducta para no aplicar la norma (en términos de persuasión, que sería lo más idóneo), el respaldo de que la norma tenga un valor, se configura a través de su origen, esto es que emane a través de una carta fundamental, en términos ordinarios, la cual sea de consenso ciudadano, que tenga universalidad en su producción de conceptos y preceptos para el resguardo debido de los habitantes, ya que, de esta manera se podrá identificar los órganos competentes, para poder crear normas (En el caso de Chile; El Presidente de la República, y el Congreso Nacional), y estas serían de carácter obligatorio y su no obedecimiento derivaría en una sanción. De igual modo se identificarían los órganos que deben aplicarla, con los límites y parámetros que estos tendrían como margen indispensable, de esta manera los sujetos imperados tendrían una simetría de información y les sería más sencillo acatarlas desde ese punto de vista, pero ahora bien todo esto está condicionado por las razones que llevan a una persona a cometer "X" acto, que no necesariamente tendría que ver con la intención de desobedecer porque si. Esto sucede ya que ciertas normas por causa del desuso de la comunidad pueden ser derogadas, eliminándose o reemplazándose con una acorde a las necesidades. Ahora bien, desde un punto de vista de los órganos jurisdiccional, se refiere en términos simples, que es el responsable de aplicar las consecuencias coactivas del no obedecimiento de la norma por parte de los sujetos imperados, ya que por mandato constitucional les es encomendada dicha tarea, para que dicten sus fallos y sentencias, haciendo valer lo correspondiente si acontece el hecho condicionante para la aplicación de la norma. Y lo necesario para que este hecho sea auténtico es que existiendo un hecho específico para que estos a través de los parámetros establecidos y acotándose a los que se les pide según su función, de esta manera pueden dictar lo que corresponde como debido.  
De esta manera se puede observar que la eficacia y validez de una norma jurídica, depende tanto de los sujetos imperados en torno a su reconocimiento,y de los órganos jurisdiccionales en torno a la aplicación coactiva de esta.

### Fundamento de validez según elIusnaturalismo.
Esta se encuentra vinculada a un ordenamiento superior que se le da el nombre de Iusnaturalismo, que contendría normas no dadas por el hombre, el fundamento de validez ya no será una norma como así lo predica el normativismo, ni un hecho, como predican los realistas jurídicos, sino que será en normas anteriores y superiores a los ordenamientos jurídicos positivos.

### LaMoralcomo fundamento de validez
Para que una norma tenga validez, al igual que en un ordenamiento jurídico, no necesitan ajustarse con un derecho natural o un orden moral determinado, pero esto no quita a que sí tengan una pretensión de corrección moral, es decir si existe un ordenamiento con normas incorrectas desde el punto de vista moral, esto no quita su validez. Sin embargo, si son extremadamente injustas a saber, por ejemplo violan los derechos fundamentales o la garantías de ellos, en este caso perdería su validez.La creación del derecho tiene su origen lógico en la necesidad que la conducta humana sea explicitada por una instancia superior, al igual como ocurre en la moral, por tanto tiene su fundamento en su formidable deber moral, es decir, estamos obligados a realizar conductas que nos dice la ley pública. Esta obligación imputable tiene toda ley en toda persona que convive. Es por esto que la ley tiene un valor moral, a razón que la ley debe ser objeto de respeto y de obediencia, y se funda en esta norma fundamental. La validez del deber positivo en tanto deber racionalmente obligatorio se funda en un deber moral, por lo tanto todo deber positivo debe ser también deber justo, en la medida en que la moral no imponga rechazar tal norma. Si consideramos que la determinación pública es injusta por evitar un mal mayor entonces esta no pierde su validez moral "el mal menor es moralmente preferente al mal mayor". Si se entiende que la seguridad o el orden deben preponderar sobre lo que cada uno cual considera debido lo que prepondera es la racionalidad del deber moral, porque el orden y la seguridad son un deber moral puesto constituyen lo justo, puesto que la justicia no constituye un valor independiente de la paz el orden o la seguridad sino una ramificación entre ellos. 
Ahora bien solo hay un deber positivo injusto y por tanto perdería su validez, cuando la razón moral en que se funda le priva de validez general. Esto quiere decir cuando hay una razón moral que le exige a no obedecer el deber puesto por el orden público, por tanto en esta clase deja de ser el deber con validez general, puesto que hay otro deber moral heterónomo que colisiona con el deber público y suprime la validez general. 
En definitiva hay un mundo moral prepositivo que sostiene y fundamenta la validez por moral del deber positivo. El fundamento del deber positivo no es una confusa hipótesis fáctica sino una manifiesta y fundamental norma moral. Por tanto la ley positiva constituye un mundo moral determinado, esto es una determinada moral objetiva